# Southern Grampians
Southern Grampians Shire är en kommun i Australien. Den ligger i delstaten Victoria, omkring 260 kilometer väster om delstatshuvudstaden Melbourne. Antalet invånare var 15 944 vid folkräkningen 2016.
Följande samhällen finns i Southern Grampians:
- Hamilton
- Coleraine